# Драгомір Чорослан
Драгомір Чорослан (15 травня 1954) — румунський важкоатлет.
Бронзовий призер Олімпійських Ігор 1984 року в категорії до 75 кг, учасник 1976, 1980 років.